# حفل توزيع جوائز الغولدن غلوب الرابع والسبعون
'حفل جوائز الغولدن غلوب الرابع والسبعون'

8 يناير، 2017
فيلم - دراما: 

'''ضوء القمر'''
فيلم - موسيقي أو كوميدي: 

'لا لا لاند'
مسلسل تلفزيوني - دراما: 

'''التاج'''
مسلسل تلفزيوني - موسيقي أو كوميدي: 

'''أتلانتا'''
مسلسل تلفزيوني قصير أو فيلم تلفزيوني: 

'''الشعب ضد أو جاي سيمبسون: قصة جريمة أمريكية [الإنجليزية]'''
حفل جوائز الغولدن غلوب الرابع والسبعون (بالإنجليزية: 74th Golden Globe Awards)‏ هو حفلٌ لتكريم أفضل الأعمال السينمائية والتلفزيونية لسنة 2016، واستُضيف في 8 يناير 2017 في فندق ذا بيفرلي هيلتون، في حي بيفرلي هيلز في لوس أنجلوس، وبدأ الساعة 5:00 م بالتوقيت الباسيفيكي. الحفل كان من إنتاج شركة ديك كلارك للإنتاج بالتعاون مع رابطة هوليوود للصحافة الأجنبية، وبُث في الولايات المتحدة على هيئة الإذاعة الوطنية وعربيًّا على قناة دبي وان وإم بي سي 4.
في 2 أغسطس 2016، أُعلن أن الممثل والكوميدي ومقدّم البرامج الحوارية جيمي فالون سيكون مُضيف الحفل.
أعلنت رابطة هوليوود للصحافة الأجنبية عن موعد حفل توزيع جوائز الغولدن غلوب الرابع والسبعون في 15 يونيو 2016.

## الفائزون والمرشحون
أُعلن عن المرشّحين في لجائزة الغولدن غلوب الرابعة والسبعون في 12 ديسمبر 2016. الفائزون مكتوبة أسماؤهم بالخط الغليظ.

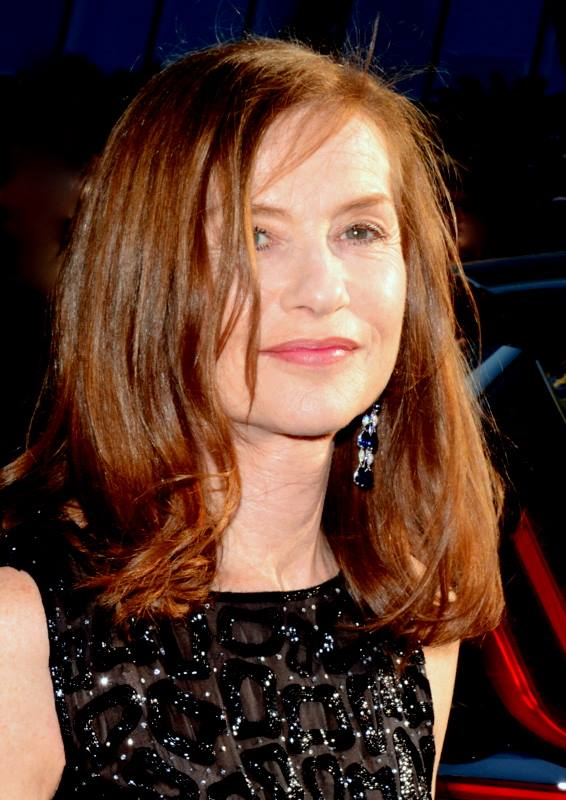
إيزابيل أوبير، الفائزة بجائزة أفضل ممثلة في فيلم - دراما

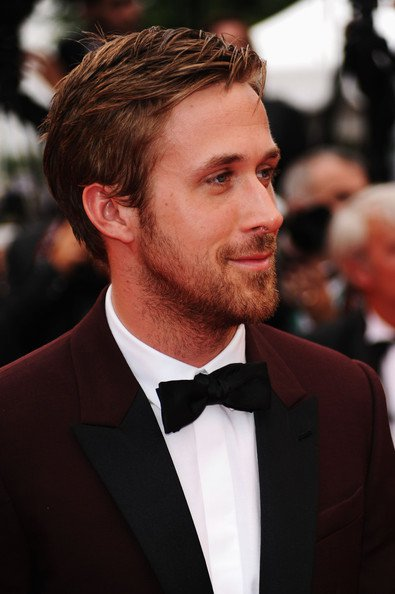
رايان غوسلينغ، الفائز بجائزة أفضل ممثل في فيلم - موسيقي أو كوميدي

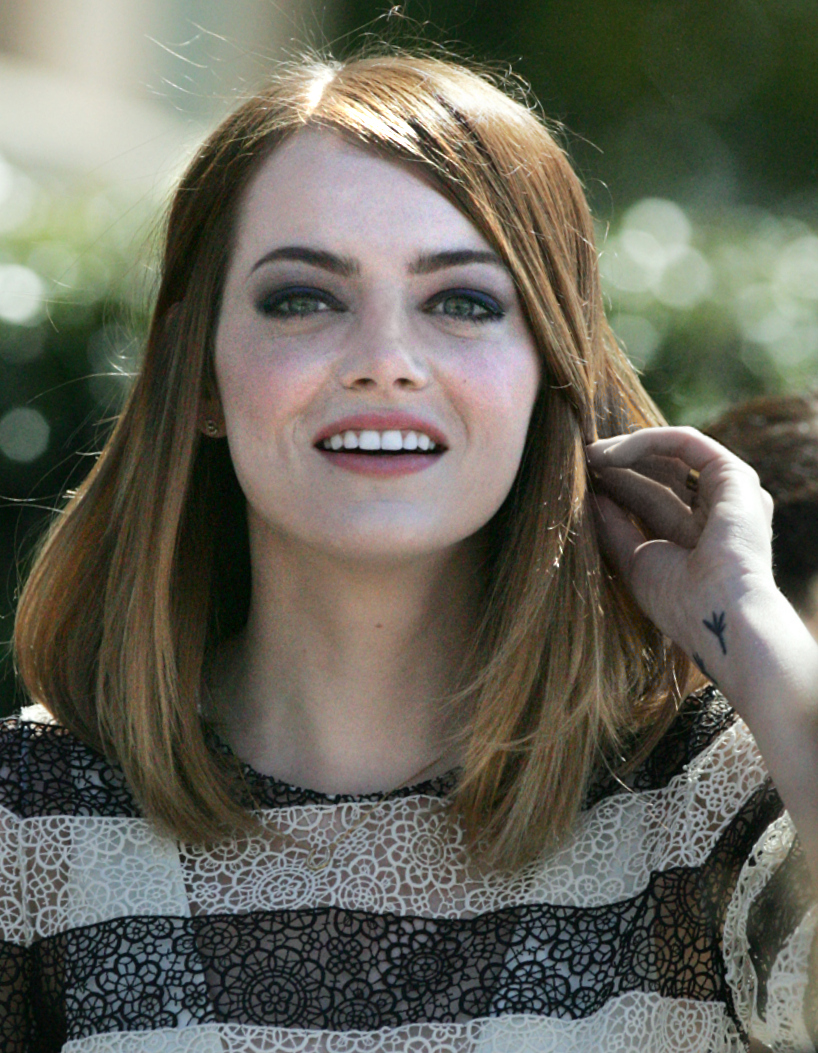
إيما ستون، الفائزة بجائزة أفضل ممثلة في فيلم - موسيقي أو كوميدي

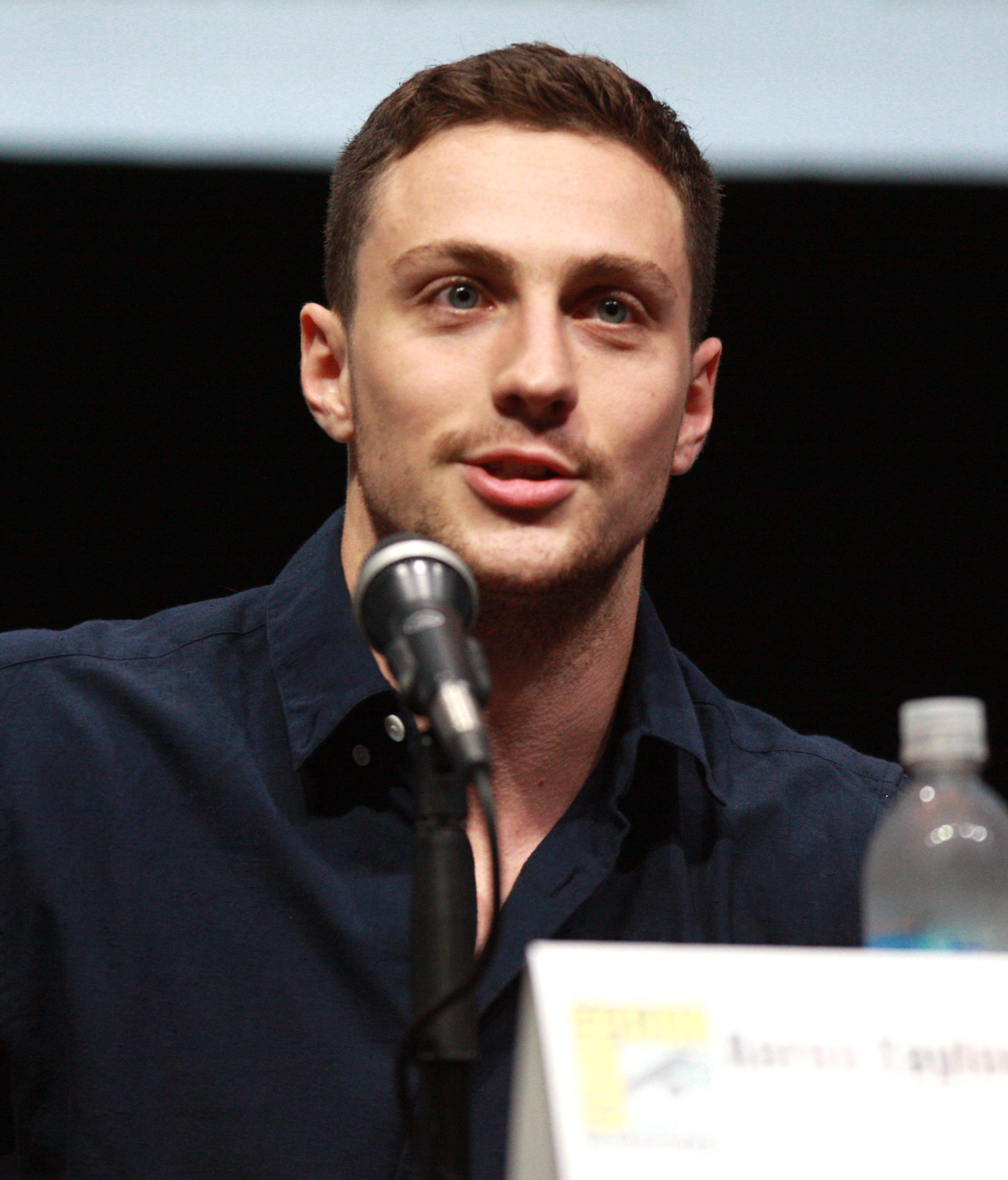
آرون جونسن، الفائز بجائزة أفضل ممثل مساعد

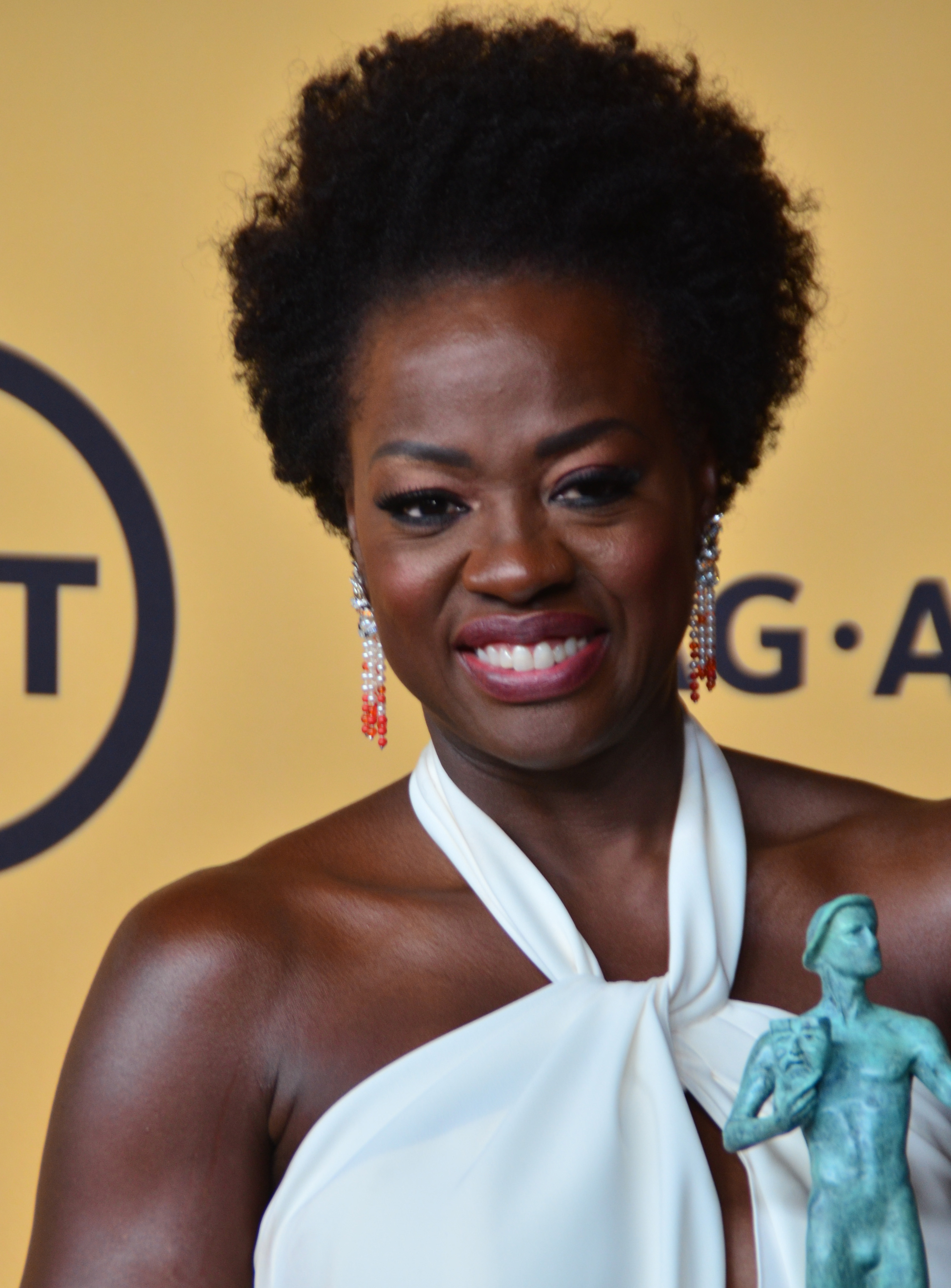
فيولا ديفيس، الفائزة بجائزة أفضل ممثلة مساعدة

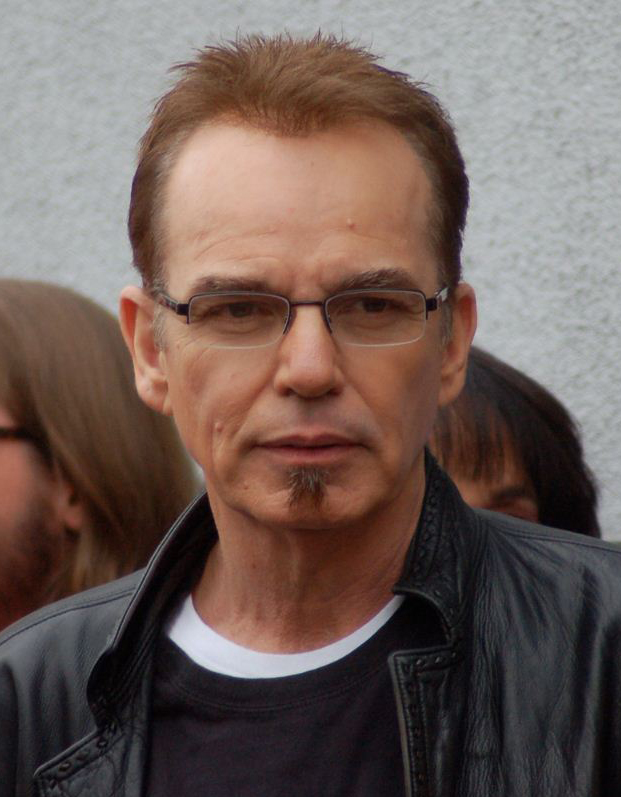
بيلي بوب ثورنتون، الفائز بجائزة أفضل ممثل في مسلسل - دراما

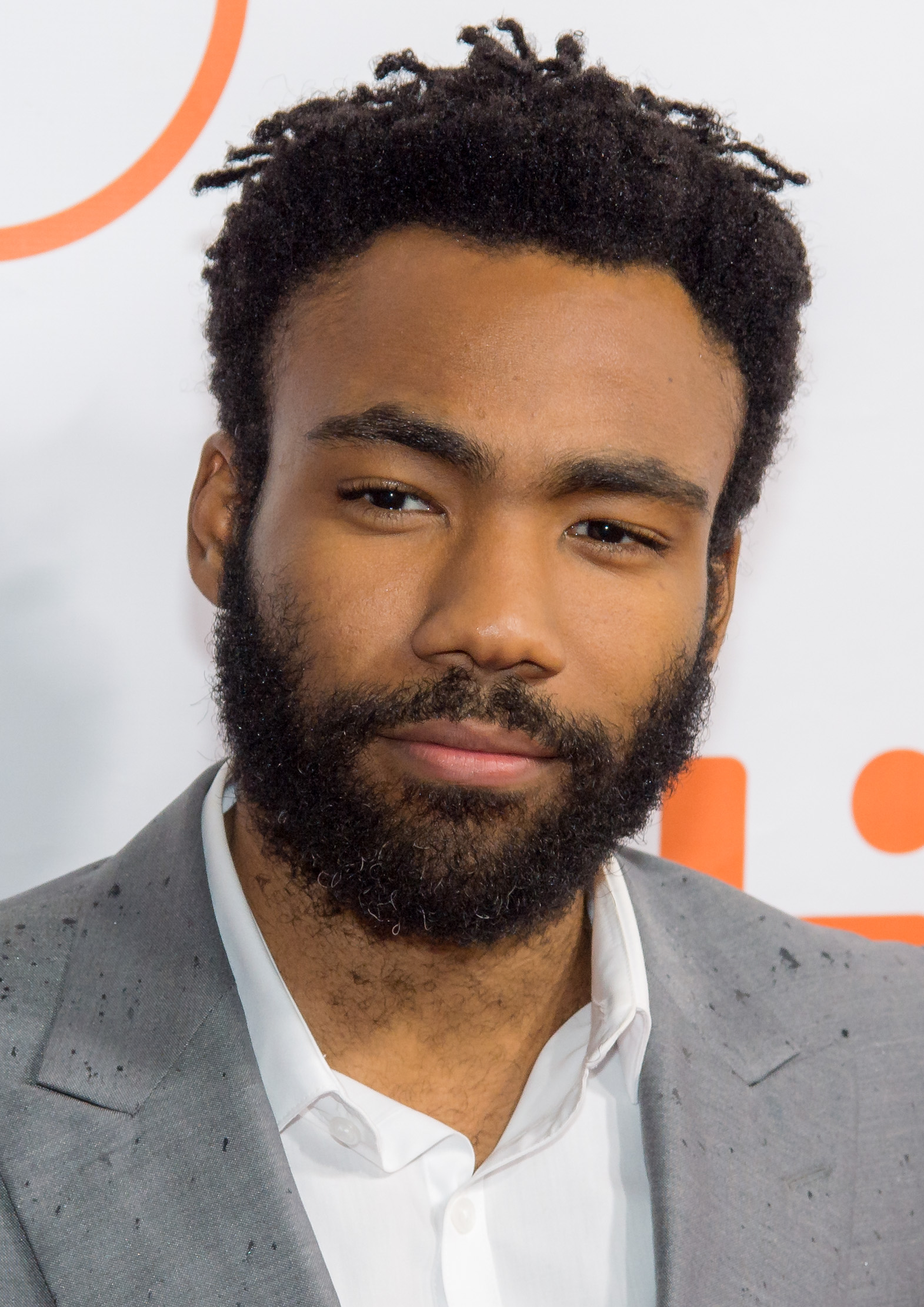
دونالد غلوفر، الفائز بجائزة أفضل ممثل في مسلسل - موسيقي أو كوميدي

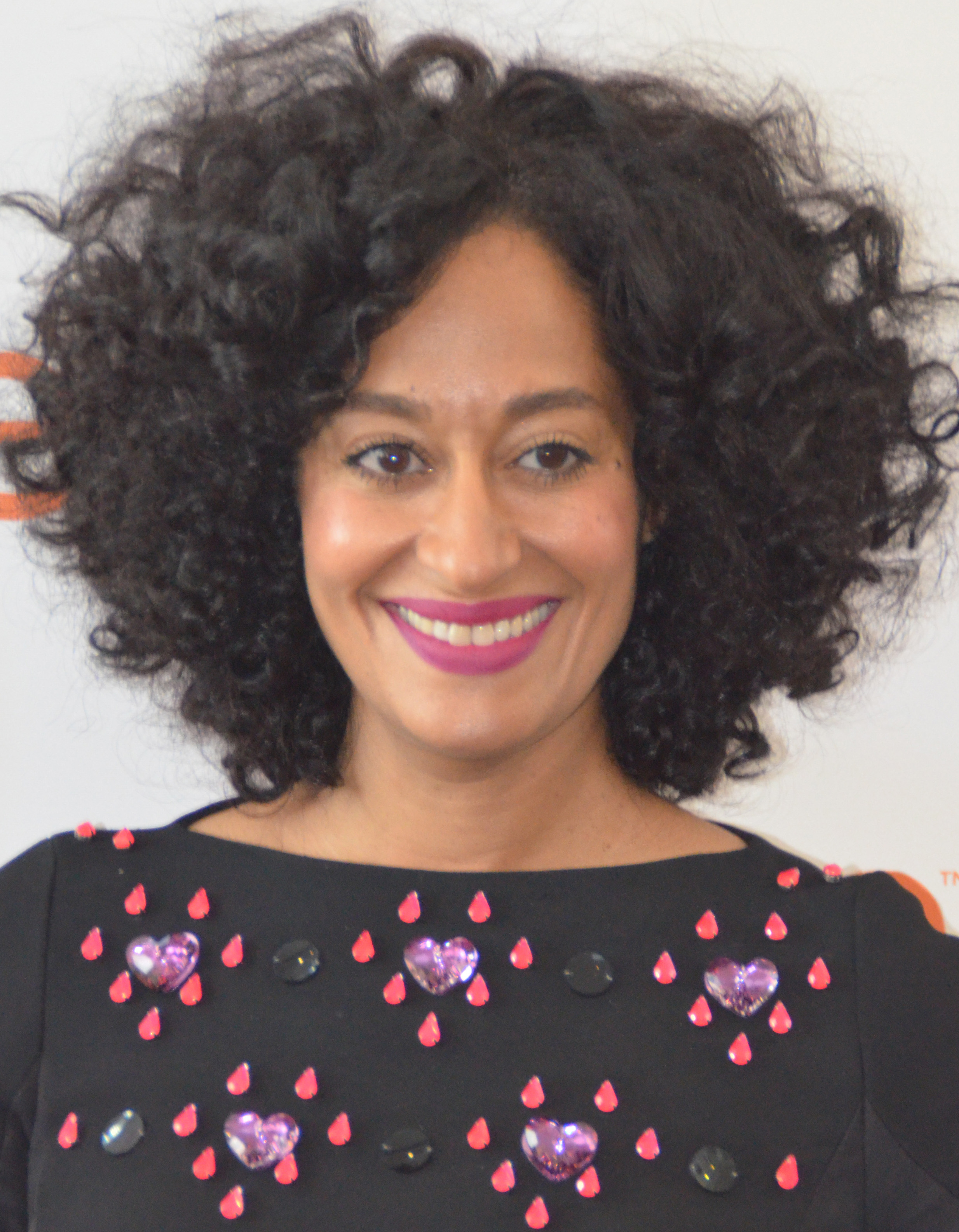
تريسي إليس روس، الفائزة بجائزة أفضل ممثلة في مسلسل - موسيقي أو كوميدي

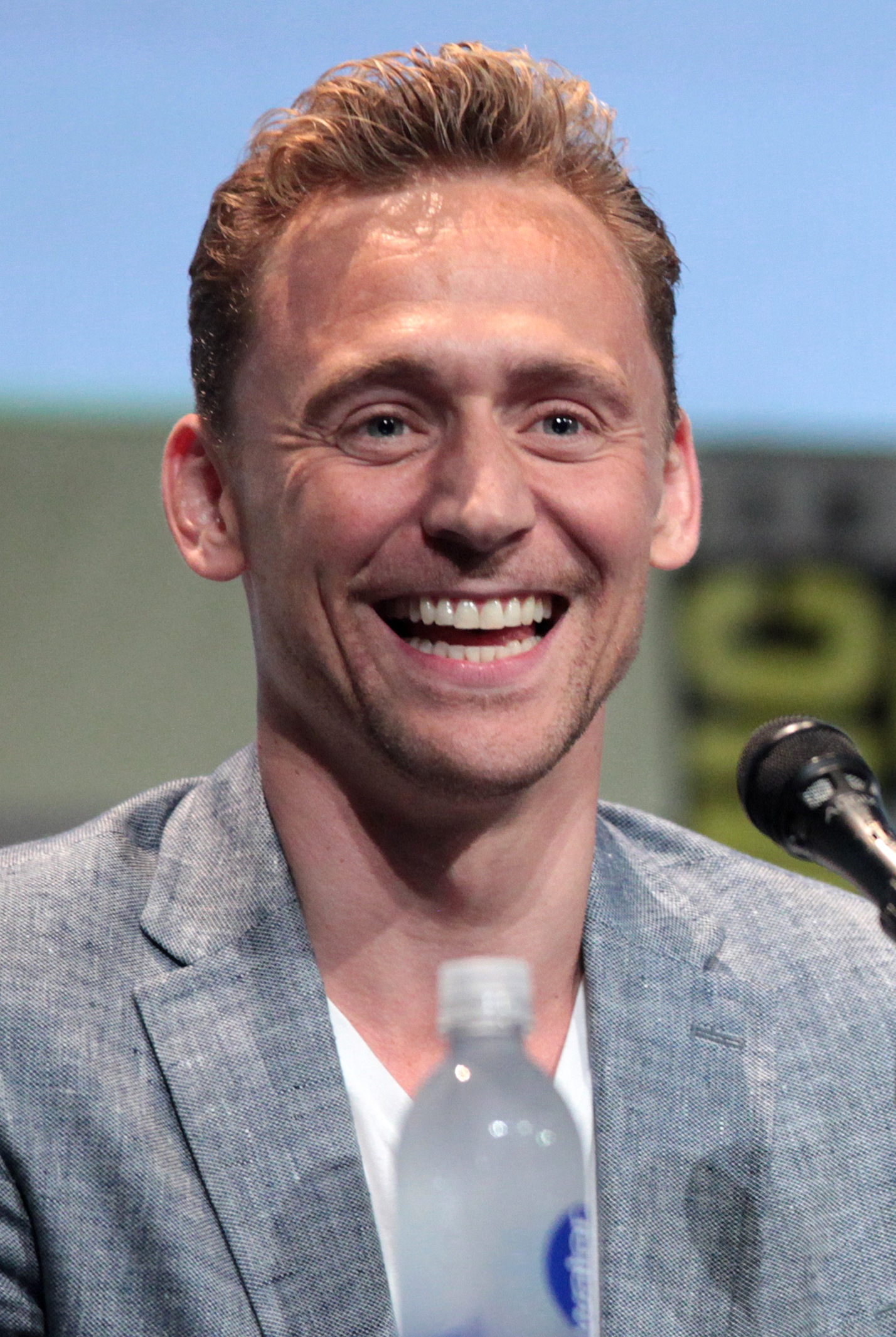
توم هيدليستون، الفائز بجائزة أفضل ممثل في مسلسل قصير أو فيلم تلفزيوني

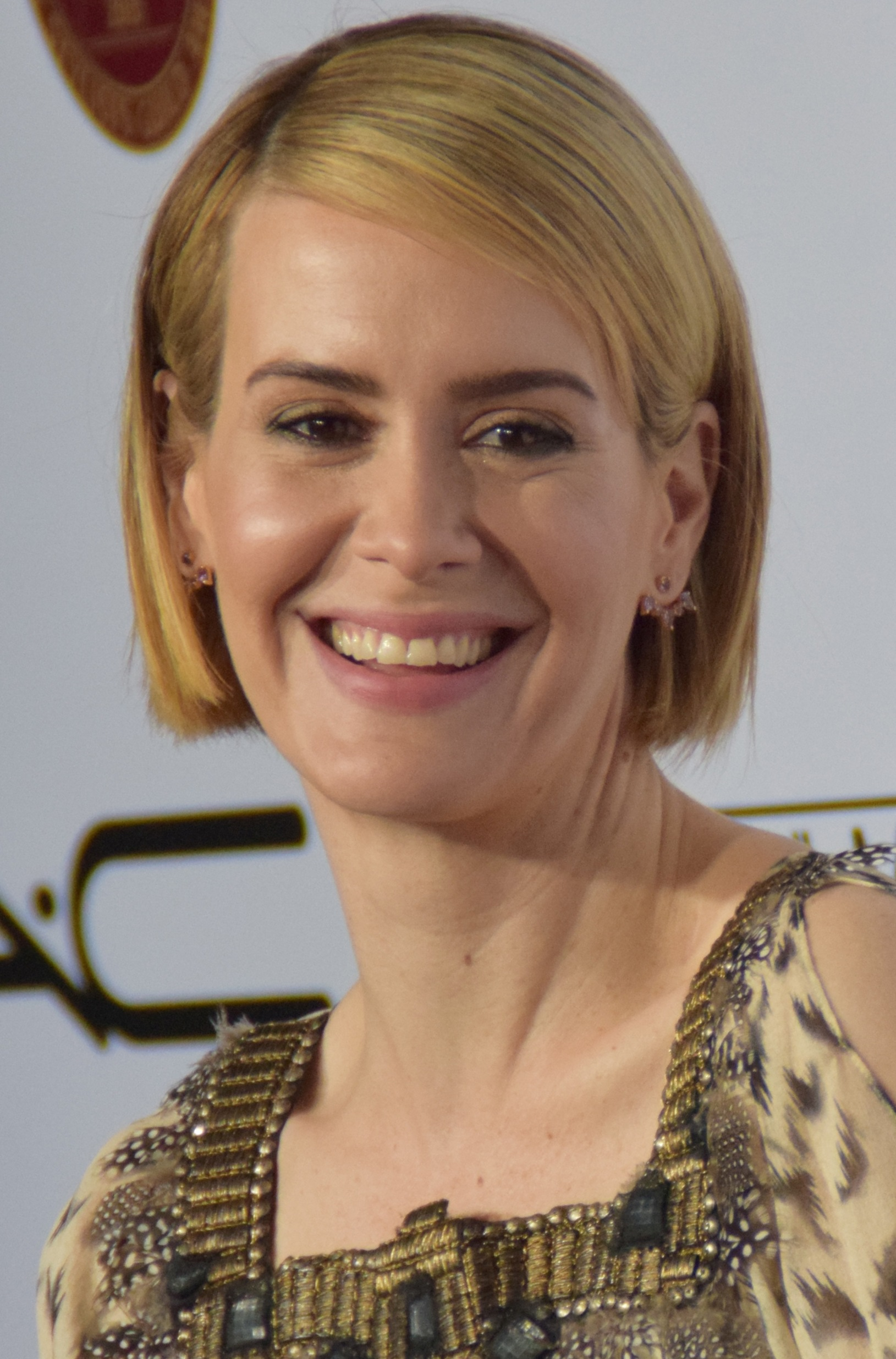
سارة بولسون، الفائزة بجائزة أفضل ممثلة في مسلسل قصير أو فيلم تلفزيوني

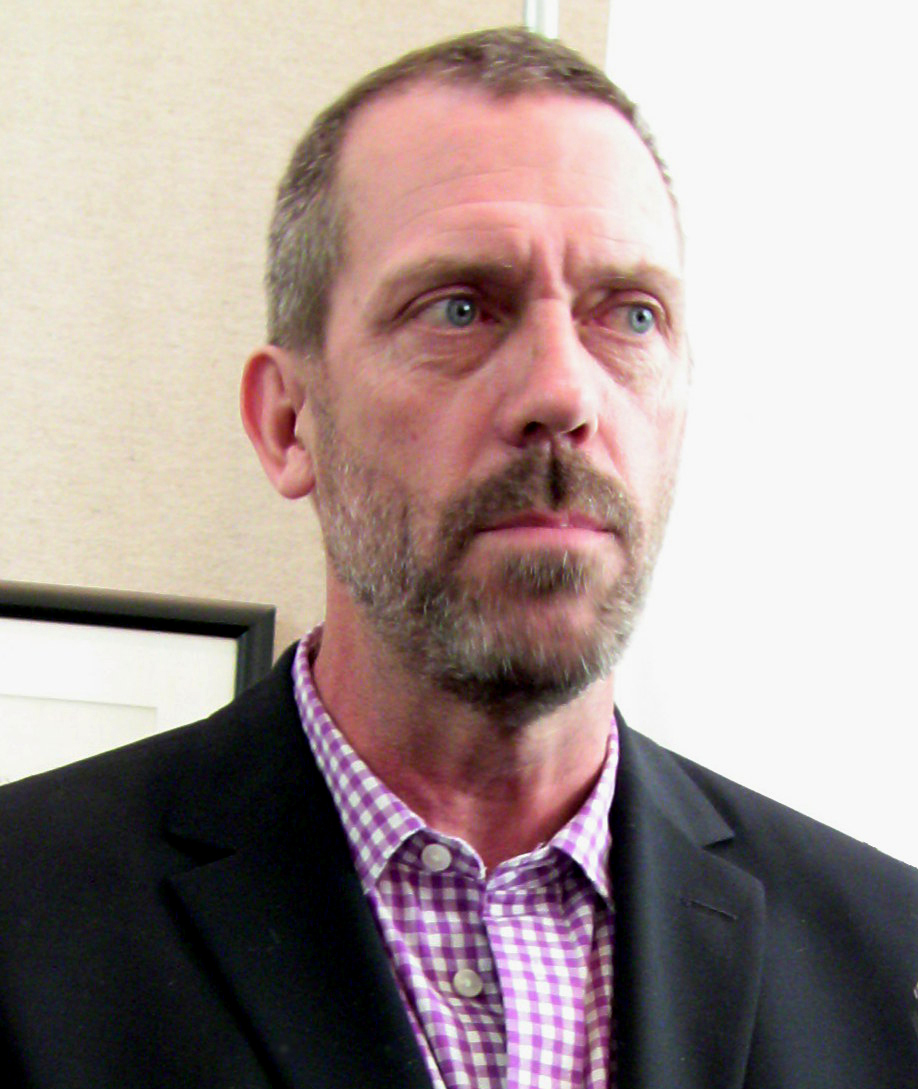
هيو لوري، الفائز بجائزة أفضل ممثل مساعد في مسلسل قصير أو فيلم تلفزيوني

### الأفلام
| أفضل فيلم | أفضل فيلم |
| دراما | كوميدي أو موسيقي |
| --- | --- |
| - ضوء القمر - هاكسو ريدج - جحيم أو موج عالي - ليون - مانشستر باي ذا سي | - لا لا لاند - امرأة القرن العشرين - ديدبول - فلورنس فوستر جينكينز - شارع الغناء |
| أفضل أداء في فيلم - دراما | |
| ممثل | ممثلة |
| - كيسي أفليك – مانشستر باي ذا سي بدور لي تشاندلر - جويل إجيرتون – لافينغ بدور ريتشارد لفينغ - أندرو غارفيلد – هاكسو ريدج بدور ديسموند دوس - فيجو مورتينسين – كابتن فانتاستيك بدور بن كاش - دنزل واشنطن – أسوار بدور تروي ماكسون               | - إيزابيل أوبير – هي بدور ميشيل ليبلانك - إيمي آدمز – الوافد بدور الدكتور لويس بانكس - جيسيكا شاستاين – آنسة سلون بدور اليزايث سلون - روث نيجا – لافينغ بدور ميلدريد لافينج - ناتالي بورتمان – جاكي بدور جاكلين كينيدي |
| أفضل أداء في فيلم - موسيقي أو كوميدي | |
| ممثل | ممثلة |
| - رايان غوسلينغ – لا لا لاند بدور سيباستيان ويلدر - كولين فاريل – جراد البحر بدور ديفيد - هيو غرانت – فلورنس فوستر جينكينز بدور St. Clair Bayfield - جونا هيل – كلاب حرب بدور افرايم ديفورالي - رايان رينولدز – ديدبول بدور ويد ويلسون/ديدبول | - إيما ستون – لا لا لاند بدور ميا دولان - آنيت بنينغ – امرأة القرن العشرين بدور دوروثيا فيلدز - ليلى كولينز – القواعد لا تنطبق بدور مارلا مابري - هيلي ستاينفيلد – عتبة السابعة عشر بدور نادين فرانكلين - ميريل ستريب – فلورنس فوستر جينكينز بدور فلورنس فوستر جنكينز                                                            |
| أفضل أداء دور مساعد في فيلم | |
| ممثل مساعد | ممثلة مساعدة |
| - آرون جونسن – حيوانات ليلية بدور راي ماركوس - ماهرشالا علي – ضوء القمر بدور خوان - جيف بريدجز – جحيم أو موج عالي بدور ماركوس هاميلتون - سيمون هيلبرغ – فلورنس فوستر جينكينز بدور Cosmé McMoon - ديف باتل – ليون بدور سارو بريرلي             | - فيولا ديفيس – أسوار بدور روز ماكسون - ناعومي هاريس – ضوء القمر بدور بولا - نيكول كيدمان – ليون بدور سارو بريرلي - أوكتافيا سبنسر – أشياء مخفية بدور دوروثي جونسون فوغان - ميشيل ويليامز – مانشستر باي ذا سي بدور راندي |
| جوائز أخرى | |
| أفضل مخرج | أفضل سيناريو |
| - داميان تشازل – لا لا لاند - توم فورد – حيوانات ليلية - ميل غيبسون - هاكسو ريدج - باري جينكينز – ضوء القمر - كينيث لونيرغان – مانشستر باي ذا سي                                                                                              | - داميان تشازل – لا لا لاند - توم فورد – حيوانات ليلية - باري جينكينز – ضوء القمر - كينيث لونيرغان – مانشستر باي ذا سي - تايلور شيريدان – جحيم أو موج عالي |
| أفضل موسيقى تصويرية أصلية | أفضل أغنية أصلية |
| - جستن هورويتز – لا لا لاند - نيكولاس بريتيل – ضوء القمر - Jóhann Jóhannsson – الوافد - داستن أوهالوران وهاوشكا – ليون - هانز زيمر، فاريل ويليامز وبنجامين والفيش – أشياء مخفية                                                               | - "City of Stars" (جستن هورويتز، باسيك [الإنجليزية]) - لا لا لاند - "Can't Stop the Feeling!" (ماكس مارتن، شيلباك وجستين تيمبرلك) - ترولز - "Faith" (ريان تيدير، ستيفي وندر وفرانسيس فيرويل ستارلايت) - غَن - "Gold" (ستيفن غاغن، ودينجر ماوس، ودانيال بيمبرتون وإيغي بوب) - ذهب - "How Far I'll Go" (لين مانويل ميراندا) - موانا |
| أفضل فيلم رسوم متحركة | أفضل فيلم بلغة أجنبية |
| - زوتوبيا - كوبو والسلسلتان - موانا - حياتي مثل كوسى - غَن | - هي (فرنسا) - إلهي (فيلم) (فرنسا) - Neruda (تشيلي) - الزبون (إيران/فرنسا) - توني إيردمان (ألمانيا) |

### الأفلام الأكثر ترشيحاً
الأفلام السبعة عشر التالية تلّقت عدّة ترشيحات:
| الترشيحات | الفيلم               |
| --------- | -------------------- |
| 7         | لا لا لاند           |
| 6         | ضوء القمر            |
| 5         | مانشستر باي ذا سي    |
| 4         | فلورنس فوستر جينكينز |
| 4         | ليون                 |
| 3         | هاكسو ريدج           |
| 3         | جحيم أو موج عالي     |
| 3         | حيوانات ليلية        |
| 2         | امرأة القرن العشرين  |
| 2         | الوافد               |
| 2         | ديدبول               |
| 2         | هي                   |
| 2         | أسوار                |
| 2         | أشياء مخفية          |
| 2         | لافينغ               |
| 2         | موانا                |
| 2         | غَن                   |

### الأفلام الأكثر فوزًا
الفلمان التاليان تلقّا عدّة جوائز:
| الجوائز | الفيلم     |
| ------- | ---------- |
| 7       | لا لا لاند |
| 2       | هي         |

### المسلسلات
| المسلسلات | المسلسلات |
| دراما | موسيقي أو كوميدي |
| --- | --- |
| - التاج - صراع العروش - أشياء غريبة - هؤلاء نحن - وست وورلد | - أتلانتا - بلاك-يش - موزارت في الغابة - شفاف [الإنجليزية] - نائبة الرئيس |
| أفضل أداء في مسلسل - دراما | |
| ممثل | ممثلة |
| - بيلي بوب ثورنتون - غولايث [الإنجليزية] بدور بيلي مكبرايد - رامي مالك - السيد روبوت بدور إليوت ألدرسون - بوب أودينكيرك - من الأفضل الاتصال بسول بدور جيمس مورغان "جيمي" مغيل - ماثيو ريس - الأمريكيون بدور فيليب جينينغ - ييف شرايبر - راي دونوفان بدور راي دونوفان                                                                          | - كلير فوي - التاج بدور الملكة إليزابيث الثانية - كاترينا بالف - دخيلة بدور كلير بوشامب راندال/فريزر - كيري رسل - الأمريكيون - وينونا رايدر - أشياء غريبة بدور جويس بايرز - إيفان رايتشل وود - وست وورلد بدور دولوريس أبيرناثي                                                                                    |
| أفضل أداء في مسلسل - موسيقي أو كوميدي | |
| ممثل | ممثلة |
| - دونالد غلوفر - أتلانتا بدور إيرنست "إيرن" ماركس - أنتوني أندرسن - بلاك-يش بدور أندريه "دري" جونسون - غايل غارسيا برنال - موزارت في الغابة بدور رودريغو دي سوزا - نيك نولتي - غريفز بدور ريتشارد غريفز - جيفري تامبور - شفاف [الإنجليزية] | - تريسي إليس روس - بلاك-يش بدور الدكتورة رينبو "بو" جونسون - ريتشل بلوم - حبيبة سابقة مجنونة بدور ريبيكا نورا بنتش - جوليا لوي دريفوس - نائبة الرئيس بدور سيلينا ماير - سارة جيسيكا باركر - طلاق بدور فرانسيس دوفرين - إيسا راي - Insecure بدور إيسا دي - جينا رودريجيز - جين العذراء بدور جين غلوريانا فيلانويفا |
| أفضل أداء في مسلسل قصير أو فيلم تلفزيوني | |
| ممثل | ممثلة |
| - توم هيدليستون - المدير الليلي [الإنجليزية] بدور جوناثان باين - ريز أحمد - في ليلة بدور نصير "ناز" خان - براين كرانستون - All the Way ‏ بدور ليندون جونسون - جون تورتورو - في ليلة بدور جون ستون - كورتني بي. فانس - الشعب ضد أو جاي سيمبسون: قصة جريمة أمريكية بدور جوني كوشران                                                              | - سارة بولسون - الشعب ضد أو جاي سيمبسون: قص جريمة أمريكية بدور مارشا كلارك - فيليستي هوفمان - American Crime ‏ بدور Leslie Graham - ريلي كيو - تجربة الحبيبة بدور Christine Reade/"Chelsea Rayne"/"Amanda Hayes" - شارلوت رامبلينج - جاسوس لندن بدور Frances Turner - كيري واشنطن - Confirmation بدور أنيتا هيل    |
| أفضل أداء ثانوي في مسلسل أو مسلسل قصير أو فيلم تلفزيوني | |
| ممثل مساعد | ممثلة مساعدة |
| - هيو لوري - المدير الليلي [الإنجليزية] بدور ريتشارد أنسلو روبر - ستيرلينغ ك براون - الشعب ضد أو جاي سيمبسون: قصة جريمة أمريكية [الإنجليزية] - جون ليثغو - التاج بدور ونستون تشرشل - كريستين سلاتر - السيد روبوت بدور السيد روبوت / إدوراد ألردسون - جون ترافولتا - الشعب ضد أو جاي سيمبسون: قصة جريمة أمريكية [الإنجليزية] بدور روبرت شابيرو | - أوليفيا كولمان - المدير الليلي [الإنجليزية] بدور أنجيلا بور - لينا هيدي - صراع العروش بدور سيرسي لانستر - كريسي ميتز - هؤلاء نحن بدور كيت بيرسون - ماندي مور - هؤلاء نحن بدور ربيكا بيرسون - ثاندي نيوتن - وست وورلد بدور ميف ميلاي                                                                             |
| أفضل مسلسل قصير أو فيلم تلفزيوني | |
| - الشعب ضد أو جاي سيمبسون: قصة جريمة أمريكية [الإنجليزية] - American Crime ‏ - The Dresser - المدير الليلي [الإنجليزية] - في ليلة | |

### المسلسلات الأكثر ترشيحًا
المسلسلات الست عشر التالية تلّقت عدّة ترشيحات:
| الترشيحات | المسلسل                    |
| --------- | -------------------------- |
| 5         | قصة جريمة أمريكية          |
| 4         | المدير الليلي [الإنجليزية] |
| 3         | بلاك-إش                    |
| 3         | التاج                      |
| 3         | في ليلة                    |
| 3         | هؤلاء نحن                  |
| 3         | وست وورلد                  |
| 2         | American Crime ‏            |
| 2         | أتلانتا                    |
| 2         | صراع العروش                |
| 2         | موزارت في الغابة           |
| 2         | السيد روبوت                |
| 2         | أشياء غريبة                |
| 2         | الأمريكيون                 |
| 2         | شفاف [الإنجليزية]          |
| 2         | نائبة الرئيس               |

### المسلسلات الأكثر فوزًا
المسلسلات الأربع التالية فازت بعدّة جوائز:
| الجوائز | المسلسل                    |
| ------- | -------------------------- |
| 3       | المدير الليلي [الإنجليزية] |
| 2       | أتلانتا                    |
| 2       | التاج                      |
| 2       | قصة جريمة أمريكية          |

## جائزة سيسيل بي دوميل
- ميريل ستريب

## مقدمو الحفل
- بن أفليك
- كيسي أفليك
- درو باريمور
- كريستين بيل
- آنيت بنينغ
- ماثيو بومر
- بيرس بروسنان
- ناعومي كامبل
- ستيف كارل
- جيسيكا شاستاين
- بريانكا تشوبرا
- مات ديمون
- فيولا ديفيس
- لورا ديرن
- ليوناردو دي كابريو
- بن فوستر
- غال غادوت
- كوبا غودينغ جونير
- هيو غرانت
- جيك جيلنهال
- جون هام
- غولدي هاون
- كريس هيمسوورث
- فيليسيتي جونز
- مايكل كيتون
- آنا كيندريك
- نيكول كيدمان
- بري لارسون
- جون لجند
- دييغو لونا
- سينا ميلير
- ماندي مور
- جيفري دين مورغان
- تيموثي أوليفانت
- ديف باتل
- كريس باين
- إيدي ريدماين
- رايان رينولدز
- زوي سالدانا
- إيمي شومر
- سيلفستر ستالون
- ستينغ
- إيما ستون
- جستن ثيروكس
- كيري أندروود
- فينس فون
- ميلو فينتميليا
- صوفيا فيرغارا
- كارل ويذرز
- كريستين ويج
- ريس ويذرسبون

## وصلات خارجية
- الموقع الرسمي
- حفل توزيع جوائز الغولدن غلوب الرابع والسبعون على موقع IMDb (الإنجليزية)
- حفل توزيع جوائز الغولدن غلوب الرابع والسبعون على موقع كينوبويسك (الروسية)